# 印裔巴基斯坦人
印裔巴基斯坦人是带有印度血统的巴基斯坦人，包括但不限于穆哈吉尔人，共有32016501人，他们是拥有巴基斯坦公民权，定居在巴基斯坦的印度人移民及其后代（就算在如今，印度人也将巴基斯坦视为首选移民地）。
在20世纪40年的蒙巴顿方案中，印度次大陆被分割成印度和巴基斯坦两个国家。在今印度境内有大批穆斯林迁移到巴基斯坦。这批早期迁移出去的人成为今天巴基斯坦的第五大民族——穆哈吉尔人。
后来又有一些印度人通过移民成为巴基斯坦公民，他們絕大多數是穆斯林或者改宗伊斯蘭教的印度人。
印裔巴基斯坦人中大多数是穆斯林（逊尼派和什叶派），当中哈乃斐派占多数，农村地区苏菲派有着重要的影响。占他们人口极少数的印度教徒在巴基斯坦会受到一定程度的歧视（一些巴基斯坦境内的印度教徒及其后代因为种种原因无法迁移回印度而留了下来，大概有47万）。曾经发生过印度教徒男孩因为亵渎先知穆罕默德被判处死刑的案例（最后该男孩被警方保护起来，从而免于迫害）。

## 和穆哈吉尔人的区别
穆哈吉尔人是指居住在巴基斯坦的，信奉伊斯兰教的印度移民及其后代（可能包括带有印度雅利安人、拉杰普特人、古吉拉特人血统者），印裔巴基斯坦人包括前者，不过后者中也有印度教、基督教和锡克教的信徒。

## 名人
- 穆罕默德·阿里·真纳（印度古吉拉特人穆斯林家族出身，巴基斯坦国父）
- 拉娜·利雅卡特·阿里·汗（婆罗门基督徒家庭出身，后皈依伊斯兰教，巴基斯坦国母）
- 拉贾·阿齐兹·巴蒂（拉杰普特人穆斯林，巴基斯坦陆军军神）
- 阿尔文·罗伯特·科尼利乌斯（巴基斯坦最高法院第四任首席大法官（1960-1968）和司法部长（1969-1971），巴基斯坦历史上第一位，也是唯一一位信奉基督教的大法官）
- 莫哈末·哈林（巴基斯坦最高法院第十任首席大法官（1981-1989），巴基斯坦历史上任職時間最長的首席大法官。
- 赛义德·穆罕默德·阿赫桑（印度泰盧固人穆斯林家族出身，第4任巴基斯坦海軍参谋长，曾出任巴基斯坦財政部長和東巴基斯坦總督）
- 慕尤丁·库提:（印度马拉亚利人穆斯林家庭出身，巴基斯坦著名左翼政治家和社会活动家）